# エンドペプチダーゼSo
エンドペプチダーゼSo (英語: Endopeptidase So (EC 3.4.21.67、あるいは大腸菌細胞質タンパク質分解酵素(E. coli cytoplasmic proteinase') 、タンパク質分解酵素 So(proteinase So）、 大腸菌セリンタンパク質分解酵素(Escherichia coli serine proteinase So)は酵素であるこの酵素は下のような反応を触媒する。
タンパク質の加水分解。ただしBz-Tyr-OEt,、Ac-Phe-β-ナフチルエステルおよびBz-Arg-OEt
この酵素は大腸菌の細胞質を分解するタンパク質分解酵素である。